# Liste der Nummer-eins-Hits in Norwegen (2005)
Diese Liste enthält alle Nummer-eins-Hits in Norwegen im Jahr 2005. Es gab in diesem Jahr 18 Nummer-eins-Singles und 28 Nummer-eins-Alben.
| Singles | Alben |
| --- | --- |
| - Eric Prydz – Call on Me - 2 Wochen (1/2005 – 2/2005, insgesamt 5 Wochen; → 2004) - Espen Lind – Unloved - 2 Wochen (3/2005 – 4/2005) - Philip og Sandra – Sommerflørt - 3 Wochen (5/2005 – 7/2005, insgesamt 5 Wochen) - Kent – Max 500 - 1 Woche (8/2005) - Philip og Sandra – Sommerflørt - 2 Wochen (9/2005 – 10/2005, insgesamt 5 Wochen) - Alek – Eneste for meg - 1 Woche (11/2005) - Wig Wam – In My Dreams - 3 Wochen (12/2005 – 14/2005) - Schnappi – Schnappi, das kleine Krokodil - 7 Wochen (15/2005 – 21/2005) - Jorun Stiansen – This Is the Night - 5 Wochen (22/2005 – 26/2005) - Crazy Frog – Axel F - 2 Wochen (27/2005 – 28/2005, insgesamt 6 Wochen) - Ravi & DJ Løv med The Monroes – Tsjeriåu - 1 Woche (29/2005, insgesamt 2 Wochen) - Crazy Frog – Axel F - 3 Wochen (30/2005 – 32/2005, insgesamt 6 Wochen) - Ravi & DJ Løv med The Monroes – Tsjeriåu - 1 Woche (33/2005, insgesamt 2 Wochen) - Crazy Frog – Axel F - 1 Woche (34/2005, insgesamt 6 Wochen) - Amy Diamond – What's in It for Me - 1 Woche (35/2005, insgesamt 2 Wochen) - Venke Knutson – Just a Minute - 1 Woche (36/2005) - Amy Diamond – What's on It for Me - 1 Woche (37/2005, insgesamt 2 Wochen) - James Blunt – You're Beautiful - 1 Woche (38/2005) - Alejandro Fuentes – Stars - 3 Wochen (39/2005 – 41/2005) - a-ha – Celice - 1 Woche (42/2005) - Pussycat Dolls feat. Busta Rhymes – Don’t Cha - 3 Wochen (43/2005 – 45/2005) - Madonna – Hung Up - 4 Wochen (46/2005 – 49/2005, insgesamt 5 Wochen; → 2006) - Ane Brun feat. Madrugada – Lift Me - 6 Wochen (50/2005 – 3/2006) | - Jay-Z & Linkin Park – Collision Course - 1 Woche (1/2005) - Green Day – American Idiot - 3 Wochen (2/2005 – 4/2005) - John Legend – Get Lifted - 1 Woche (5/2005) - Tord Gustavsen Trio – The Ground - 1 Woche (6/2005) - Ane Brun – A Temporary Dive - 2 Wochen (7/2005 – 8/2005) - The Mars Volta – Frances the Mute - 1 Woche (9/2005) - Madrugada – The Deep End - 2 Wochen (10/2005 – 11/2005) - Kent – Du & jag döden - 1 Woche (12/2005, insgesamt 2 Wochen) - Queens of the Stone Age – Lullabies to Paralyze - 1 Woche (13/2005) - Kent – Du & jag döden - 1 Woche (14/2005, insgesamt 2 Wochen) - Øystein Sunde – Sånn er'e bare - 1 Woche (15/2005) - BigBang – Poetic Terrorism - 1 Woche (16/2005) - Åge Aleksandersen – To skritt frem - 1 Woche (17/2005) - Idol 2005 - 4 Wochen (18/2005 – 21/2005) - Audioslave – Out of Exile - 1 Woche (22/2005) - Verschiedene Interpreten – Melodi Grand Prix Junior 2005 - 1 Woche (23/2005) - Coldplay – X&Y - 1 Woche (24/2005) - deLillos – Festen er ikke over ... det er kake igjen! - 1 Woche (25/2005) - Ravi & DJ Løv – Den nye arbeidsdagen - 1 Woche (26/2005, insgesamt 7 Wochen) - Röyksopp – The Understanding - 1 Woche (27/2005) - Ravi & DJ Løv – Den nye arbeidsdagen - 6 Wochen (28/2005 – 33/2005, insgesamt 7 Wochen) - Kaizers Orchestra – Maestro - 1 Woche (34/2005) - James Blunt – Back to Bedlam - 5 Wochen (35/2005 – 39/2005) - Katie Melua – Piece by Piece - 1 Woche (40/2005) - Alejandro Fuentes – Diamonds or Pearls - 2 Wochen (41/2005 – 42/2005) - Depeche Mode – Playing the Angel - 1 Woche (43/2005) - Vamp – Siste stikk - 2 Wochen (44/2005 – 45/2005) - a-ha – Analogue - 1 Woche (46/2005) - Madonna – Confessions on a Dance Floor - 4 Wochen (47/2005 – 50/2005) - Madrugada – Life at Tralfamadore - 11 Wochen (51/2005 – 9/2006) |
| | |

Siehe auch: Nummer-eins-Hits 2005 in  Australien, Belgien, Dänemark, Deutschland, Finnland, Frankreich, Irland, Italien, Japan, Kanada, Mexiko, Neuseeland, den Niederlanden, Österreich, Polen, Portugal, Rumänien, Schweden, der Schweiz, Spanien, Südkorea, Ungarn, den Vereinigten Staaten und im Vereinigten Königreich.